# Mantecado de Portillo
El mantecado de Portillo es un dulce propio de la localidad de Portillo y pueblos aledaños, en la provincia de Valladolid (comunidad autónoma de Castilla y León), España. Es uno de los productos más conocidos de la gastronomía de esa provincia.

## Características

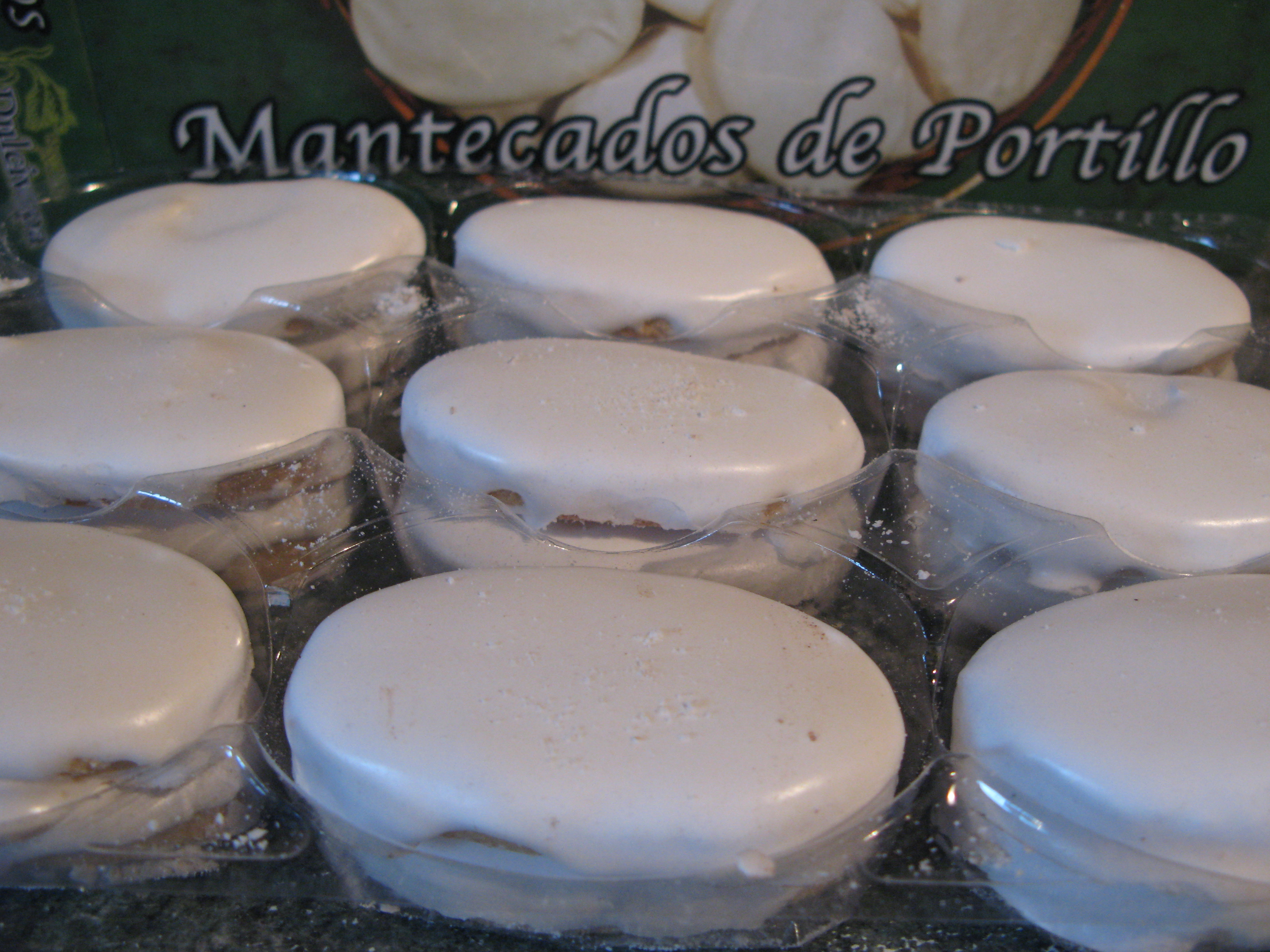
Unos mantecados de Portillo.

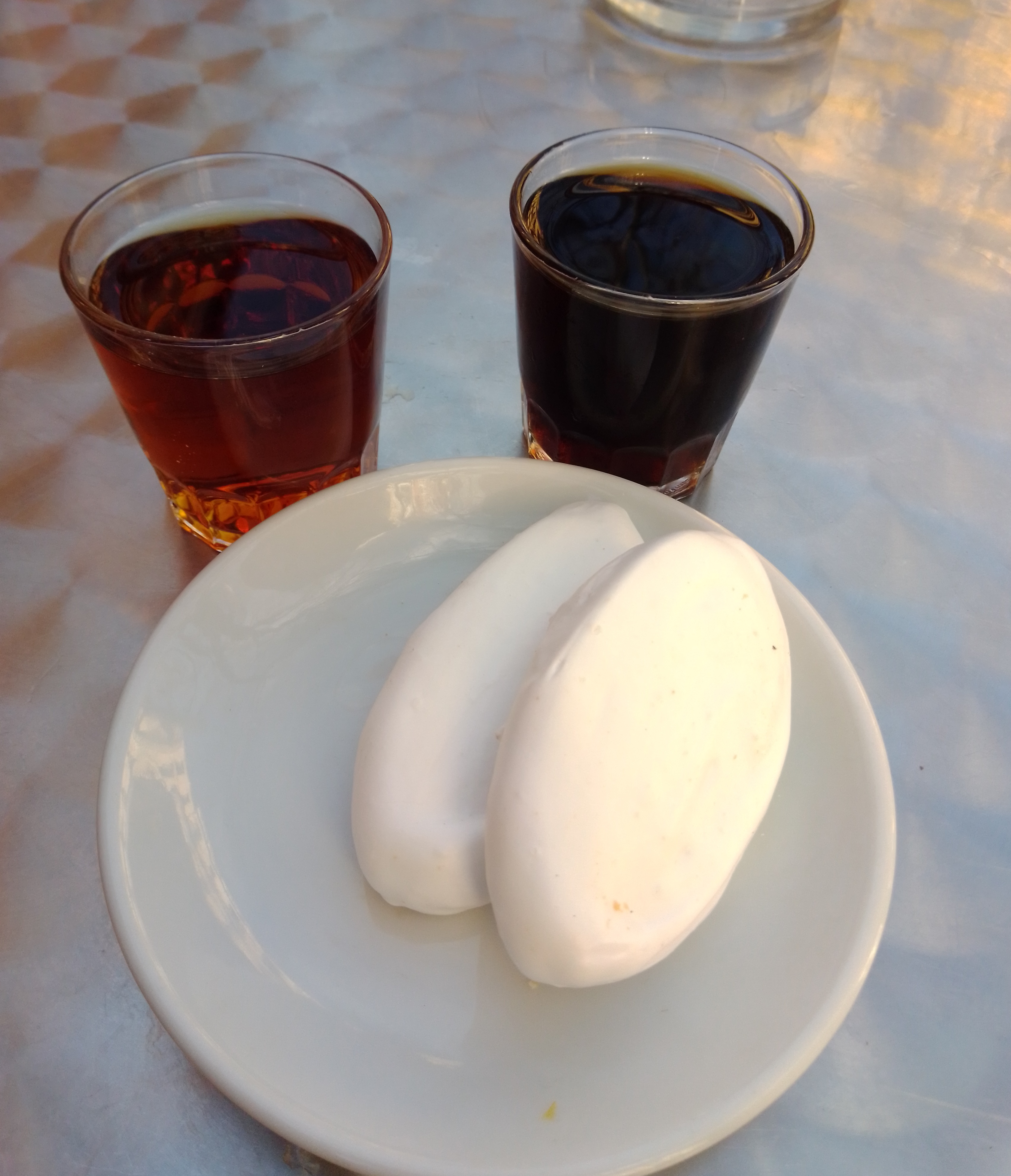
Licores típicos del bar tradicional El Penicilino (Valladolid) servidos con unas "zapatillas".

El mantecado es un bollo típico de la repostería española, caracterizado por ser amasado con manteca de cerdo y consumido en cualquier época del año, especialmente en Navidad. Los mantecados suelen tener una forma elíptica y debido a que aparecen recubiertos con una capa gruesa de azúcar, es lo que les aporta el color blanco característico.
En el caso de Portillo existen documentos que atestiguan que se hace en esta localidad desde el siglo XV. En la actualidad se sigue elaborando de forma tradicional. También se le conoce como  "bollo blanco", "bollo bañado", "zapatillas" o "portillanos".